# Elmira Syzdykova
Elmira Anuarbekovna Syzdykova (em cazaque:  Эльмира Әнуарбековна Сыздыкова; Aiyrtau, 5 de fevereiro de 1992) é uma lutadora de estilo-livre cazaque, medalhista olímpica.

## Carreira
Syzdykova competiu na Rio 2016, na qual conquistou a medalha de bronze, na categoria até 69 kg.